# Last Pizza Slice
Last Pizza Slice, também conhecido simplesmente como LPS, é uma banda eslovena, formada em 2018 e que vai representar a Eslovénia no Festival Eurovisão da Canção 2022 com a música "Disko".

## Discografia

### EP
- "Live from Šiška" (2021)

### Singles
- "Silence in My Head" (2021)
- "Disko" (2022)